# Powiat Minamiōsumi
Powiat Minamiōsumi (jap. 南大隅郡 Minamiōsumi-gun) – dawny powiat w Japonii, w prefekturze Kagoshima.

## Historia

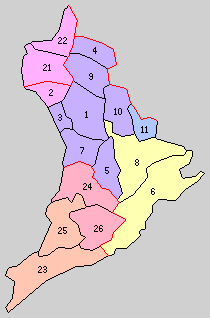
Powiat Minamiōsumi (21–26) (1889 r.)

Powiat został założony 9 maja 1887 roku w wyniku podziału powiatu Ōsumi na dwa mniejsze powiaty. Wraz z utworzeniem nowego systemu administracyjnego 1 kwietnia 1889 roku powiat Minamiōsumi został podzielony na 6 wiosek: Tarumizu, Ushine, Sata, Ōnejime, Konejime oraz Tashiro.
1 kwietnia 1897 roku powiat został włączony w teren powiatu Kimotsuki. W wyniku tego połączenia powiat Minamiōsumi został rozwiązany.